# Chemin du Vallon
Le chemin du Vallon (en occitan : camin del Valon) est une voie de Toulouse, chef-lieu de la région Occitanie, dans le Midi de la France.

## Situation et accès

### Description
Le chemin du Vallon est une voie publique. Il traverse le quartier de Pech-David. Il correspond à l'ancien chemin vicinal no 52, qui allait de la place Saint-Roch au hameau de Pouvourville (actuels rue et impasse Saint-Roch, chemin de la Salade-Ponsan et chemin du Vallon).
Il naît au carrefour du chemin de Cluzel et de la rue de Fondeville. Long de 1 418 mètres, il suit un parcours tortueux, orienté au nord-est en suivant le talweg du vallon qui descend le coteau de la colline de Pech-David, s'abaissant régulièrement de 226 mètres d'altitude, à son origine, à 173 mètres, à son aboutissement. Il se termine au carrefour du chemin de la Salade-Ponsan et du chemin de Pouvourville. Il est prolongé au nord par l'avenue du Professeur-Joseph-Ducuing puis, au-delà de la route de Narbonne, par le chemin des Maraîchers et l'avenue de Rangueil.
La chaussée compte, entre la rue de Fondeville et le chemin des Côtes-de-Pech-David, une seule voie de circulation automobile à double-sens, puis, jusqu'au chemin de la Salade-Ponsan, une voie de circulation automobile dans chaque sens. Elle appartient à une zone 30 et la vitesse y est limitée à 30 km/h. Il n'existe pas d'aménagement cyclable.

### Voies rencontrées
Le chemin du Vallon rencontre les voies suivantes, dans l'ordre des numéros croissants (« g » indique que la rue se situe à gauche, « d » à droite) :
1. Chemin de Cluzel - accès piéton (g)
2. Rue de Fondeville - accès piéton (d)
3. Chemin des Côtes-de-Pech-David (g)
4. Cheminement du Docteur-Didier-Dasque (g)
5. Cheminement du Général-Charles-François-Dugua (g)
6. Chemin de Dardagna (g)
7. Avenue du Professeur-Jean-Poulhès (g)
8. Chemin de la Salade-Ponsan (g)
9. Chemin de Pouvourville (d)

### Transports
Le chemin du Vallon est parcouru et desservi, entre le chemin des Côtes-de-Pech-David et l'avenue du Professeur-Joseph-Ducuing, par la ligne de bus 115. Elle a son terminus, le long de la route de Narbonne, près de la station Université-Paul-Sabatier, sur la ligne de métro  et sur la ligne du téléphérique urbain Téléo, et d'une gare de bus fréquentée par les lignes de bus 34445456788182.
La station de vélos en libre-service VélôToulouse la plus proche est la station no 360 (croisement chemin de la Salade-Ponsan).

## Odonymie
C'est le 12 avril 1947 que le conseil municipal attribue au chemin son nom actuel. Il rappelle la topographie du chemin, qui suit la pente du vallon du ruisseau de Miègesolle (ou Mièjesolle), un ruisseau qui descend le coteau de Pech-David. Descendu dans la plaine de Rangueil, il rejoignait le cours du Sauzat, un autre petit ruisseau, s'écoulant ensuite jusqu'à la Garonne par un parcours tortueux (emplacement des actuels chemin des Maraîchers, rues du Midi, Léo-Lagrange et des Trente-Six-Ponts).
D'ailleurs, aux XVIe et XVIIe siècles, le chemin était connu comme le chemin du Rieu-de-Miègesolle (riu, « cours d'eau », « rivière » en occitan) – c'est aussi, jusqu'en 1947, le nom de la voie qui le prolonge au nord (actuel chemin des Maraîchers). Enfin, entre 1923 et 1953, il a également existé une avenue de Miègesolles (actuelle avenue Albert-Bedouce). 
Au XIXe siècle, le chemin du Vallon fut aussi désigné comme le chemin de la Plane (plana, « plaine » en occitan).

## Patrimoine et lieux d'intérêt

### Maisons
- no  2 : domaine du Petit Niquet[8].

- no  49 : couvent des Petites Sœurs de Jésus. 
La fraternité des Petites Sœurs de Jésus est une congrégation religieuse féminine contemplative, fondée en 1939 par Magdeleine Hutin. Elle appartient à la famille spirituelle de Charles de Foucauld.